# Herrarnas K-2 500 meter i kanotsport vid olympiska sommarspelen 1984
Herrarnas K-2 500 meter vid olympiska sommarspelen 1984 hölls på Lake Casitas i Los Angeles. 

## Medaljörer
| Gren          | Guld                                    | Silver                                      | Brons                           |
| K-2 500 meter | Nya Zeeland Ian Ferguson Paul MacDonald | Sverige Per-Inge Bengtsson Lars-Erik Moberg | Kanada Hugh Fisher Alwyn Morris |

## Resultat

### Heat
| Heat 1 |                                                 |         |    |
| 1.     | Ian Ferguson och Paul MacDonald (NZL)           | 1:36,82 | QS |
| 2.     | Per-Inge Bengtsson och Lars-Erik Moberg (SWE)   | 1:37,12 | QS |
| 3.     | Nicolae Fedosel och Angelin Velea (ROU)         | 1:37,94 | QS |
| 4.     | Werner Bachmeyer och Wolfgang Hartl (AUT)       | 1:38,00 | QR |
| 5.     | Rein Gilje och Eddie Kalleklev (NOR)            | 1:40,30 | QR |
| 6.     | Peter Genders och Martin Ralph (AUS)            | 1:41,24 | QR |
| 7.     | Tang Kwok Cheung och Tsoi Ngai Won (HKG)        | 1:59,75 | QR |
| Heat 2 |                                                 |         |    |
| 1.     | Hugh Fisher och Alwyn Morris (CAN)              | 1:36,30 | QS |
| 2.     | Daniele Scarpa och Francesco Uberti (ITA)       | 1:36,72 | QS |
| 3.     | Matthias Seack och Oliver Seack (FRG)           | 1:38,57 | QS |
| 4.     | David Halpern och Terry Kent (USA)              | 1:39,94 | QR |
| 5.     | Patrick De Bucke och Patrick Hanssens (BEL)     | 1:39,97 | QR |
| 6.     | Gao Ludong och Shen Yongjin (CHN)               | 1:46,29 | QR |
| 7.     | Melagne Lath och Kouame N'Douba (CIV)           | 1:49,82 | QR |
| Heat 3 |                                                 |         |    |
| 1.     | Andrew Sheriff och Jeremy West (GBR)            | 1:37,54 | QS |
| 2.     | Francis Hervieu och Daniel Legras (FRA)         | 1:37,97 | QS |
| 3.     | Gert Jan Lebbink och Ron Stevens (NED)          | 1:38,29 | QS |
| 4.     | Herminio Menéndez och Guillermo del Riego (ESP) | 1:38,88 | QR |
| 5.     | Kazumori Koike och Hisao Yanagisawa (JPN)       | 1:44,95 | QR |
| 6.     | Ilpo Nieminen och Mika Savilahti (FIN)          | 1:46,70 | QR |
| 7.     | Peter Ammann och Helmut Lehmann (SUI)           | 1:51,72 | QR |

### Återkval
| Återkval 1 |                                                 |         |    |
| 1.         | Werner Bachmeyer och Wolfgang Hartl (AUT)       | 1:40,12 | QS |
| 2.         | Ilpo Nieminen och Mika Savilahti (FIN)          | 1:40,73 | QS |
| 3.         | Patrick De Bucke och Patrick Hanssens (BEL)     | 1:41,97 | QS |
| 4.         | Peter Genders och Martin Ralph (AUS)            | 1:42,45 |    |
| 5.         | Kazumori Koike och Hisao Yanagisawa (JPN)       | 1:47,42 |    |
| 6.         | Melagne Lath och Kouame N'Douba (CIV)           | 1:47,48 |    |
| Återkval 2 |                                                 |         |    |
| 1.         | Herminio Menéndez och Guillermo del Riego (ESP) | 1:39,60 | QS |
| 2.         | Rein Gilje och Eddie Kalleklev (NOR)            | 1:40,80 | QS |
| 3.         | David Halpern och Terry Kent (USA)              | 1:40,87 | QS |
| 4.         | Peter Ammann och Helmut Lehmann (SUI)           | 1:41,35 |    |
| 5.         | Gao Ludong och Shen Yongjin (CHN)               | 1:45,74 |    |
| 6.         | Tang Kwok Cheung och Tsoi Ngai Won (HKG)        | 1:52,81 |    |

### Semifinaler
| Semifinal 1 |                                                 |         |    |
| 1.          | Ian Ferguson och Paul MacDonald (NZL)           | 1:36,10 | QF |
| 2.          | Daniele Scarpa och Francesco Uberti (ITA)       | 1:37,20 | QF |
| 3.          | Werner Bachmeyer och Wolfgang Hartl (AUT)       | 1:37,79 | QF |
| 4.          | David Halpern och Terry Kent (USA)              | 1:38,59 |    |
| 5.          | Gert Jan Lebbink och Ron Stevens (NED)          | 1:42,08 |    |
| Semifinal 2 |                                                 |         |    |
| 1.          | Hugh Fisher och Alwyn Morris (CAN)              | 1:35,45 | QF |
| 2.          | Nicolae Fedosel och Angelin Velea (ROU)         | 1:36,60 | QF |
| 3.          | Francis Hervieu och Daniel Legras (FRA)         | 1:36,79 | QF |
| 4.          | Herminio Menéndez och Guillermo del Riego (ESP) | 1:37,38 |    |
| 5.          | Patrick De Bucke och Patrick Hanssens (BEL)     | 1:40,59 |    |
| Semifinal 3 |                                                 |         |    |
| 1.          | Andrew Sheriff och Jeremy West (GBR)            | 1:36,56 | QF |
| 2.          | Matthias Seack och Oliver Seack (FRG)           | 1:37,00 | QF |
| 3.          | Per-Inge Bengtsson och Lars-Erik Moberg (SWE)   | 1:37,82 | QF |
| 4.          | Ilpo Nieminen och Mika Savilahti (FIN)          | 1:38,48 |    |
| 5.          | Rein Gilje och Eddie Kalleklev (NOR)            | 1:38,64 |    |

### Final
| Gold   | Ian Ferguson och Paul MacDonald (NZL)         | 1:34,21 |
| Silver | Per-Inge Bengtsson och Lars-Erik Moberg (SWE) | 1:35,26 |
| Bronze | Hugh Fisher och Alwyn Morris (CAN)            | 1:35,41 |
| 4.     | Daniele Scarpa och Francesco Uberti (ITA)     | 1:35,50 |
| 5.     | Nicolae Fedosel och Angelin Velea (ROU)       | 1:35,60 |
| 6.     | Francis Hervieu och Daniel Legras (FRA)       | 1:36,40 |
| 7.     | Matthias Seack och Oliver Seack (FRG)         | 1:36,51 |
| 8.     | Andrew Sheriff och Jeremy West (GBR)          | 1:36,73 |
| 9.     | Werner Bachmeyer och Wolfgang Hartl (AUT)     | 1:37,05 |